# Nanumba
Nanumba fou un regne històric i avui dia un regne tradicional de Ghana format pels nanun o naun.
Després de la mort de Naa Gbewaah, rei del Gran Dagbon, els seus fills Zirli i Kofogu es van disputar el regne fin que el primer va matar el segon i va aconseguir imposar-se a Pusiga, però es va enfrontar a Biun i la lluita va portar a l'enfonsament del Gran Dagbon. Sitobu, Tohagu i Mantambo, altres fills de Naa Gbewaah es van traslladar més al sud de Pusiga amb els seus seguidors i Tohagu va fundar el regne Mamprusi, Mantabo va fundar el regne Naun i Sitobu el regne de Dagbon anomenat Modern Dagbon o Segon Dagbon. Una germana dels tres, Yentuagri, es va casar amb Grumah i van establir el regne de Moshi (vegeu Regnes Mossi).
Mantabo es va establir primer a Atebubu, i d'allí a Nkonya-Bimbilla a la regió del Volta, passant després al nord cap a Shirikpamo ara Bimbilla; a Shirikpamo que primer es va establir a Daalan Yili, on es va enfrontar amb els daalana però va aconseguir establir-se al lloc; els daalana, kpandigli i els tendana de Shirikpamo planejaven lluitar contra Mantambo, però durant la lluita van perdre Tindamba i es van refugiar a Juo on el tendana de Juo, Nabang va aconsellar als seus col·legues a acceptar la derrota perquè eren impotents contra Mantambo. Juo Nabang va comunicar a Mantambo que havien acceptat la derrota i junt amb els seus seguidors, els tendana de Wumpigu (Tagnamo Naa), de Gambugu, de Lanjiri i de Jiló Varili, es va sotmetre. Mantambo va acceptar l'aliança i el tendana de Juo (ara anomenat Juo Naa) va conèixer i compartir les pràctiques culturals i tradicionals, i això va reforçar la monarquia dels Bimbilla Naa
Quan Mantambo va morir el va succeir com a Naa el seu nebot Naa Sulgme, fill d'una germana que sempre anava amb Mantambo. Naa Mantambo va tenir molts fills però tots van morir excepte un, Kumkayoɣri que es va convertir en un adult i va morir a Dalaan Yili, en terre dels dagombes; inicialment el seu cos fou cobert de fulles i posat en la part superior d'un arbre però després Mantambo va obtenir permís per enterrar-lo i va cavar un forat d'àmplia base (dels coneguts localment com a "silga") i després va instituir que ell mateix i qualsevol persona (probablement referit només als prínceps i caps) del regne de Bimbilla hauria de ser enterrat de la mateixa forma. Després de l'enterrament va establir que el seu fill que hauria de ser honorat com a Bimbila Naa; és per aquesta raó que qualsevol jove príncep que moria se li donava el títol abans de ser enterrat. Kumkayoɣri va ser col·locat com el tercer rei tot i que mai va regnar.
Mantambo va visitar als seus parents de Dagbon, i va arribar a Kpatinga on les seves condicions de salut no li van permetre continuar; va retornar i va morir a Duuni. També va desaparèixer misteriosament de la terra com ho havien fet Naa Gbewaa i Sitobu, i una sala va ser construïda al voltant del lloc en què s'havia esvaït.
El regent de Naa Sulgme va ser el quart Naa; el seu nom era Dojiporigu la seva denominació era "Dojiporigu ni shee turi", és a dir un home de baixa estatura al que no li importen els insults. Naa Badariga va ser el següent rei amb la denominació de "Badariga ku ŋmeli-Suli". Després d'aquest, Naa Baɣi Baarigu, Naa Saa i Naa Nakoŋa que foren el sisè, setè i vuitè reis respectivament. Vaig ser durant el regnat de Naa Nakoŋa que va sorgir l'anomenada pell Joeli (Zoli), els ancians de Bimbilla van dir que no podia usar el seu propi nom per esdevenir Bimbila Naa pel que va ser empellat com Joeli Naa abans quan se li va donar el títol de Bimbilla Naa. Els nanumbes pronuncien zoli (muntanya) com joeli en llengua nanunli.
Naa Kunbalinkulga va ser el següent rei després de Naa Nakoŋa. "Kulga Balim Benyiɣira ku, ku Danderi gbabi kurigu" fou el nom de Naa Kunbalinkulga, denominació que vol dir "Un animal volador no demana res al riu que ha de creuar, les formigues mai mosseguen un metall". Va ser succeït per Naa Nyelinbolgu que era el seu regent i va ser anomenat "Paɣa Balima", que significa "Una persona suplicant"; després de la seva mort va pujar al tron Naa Wobgu i els seus altres noms van ser Pampamli i Mahmuda. Naa Saa Kpan va ser el següent Bimbila Naa després de Wobgu i va ser elogiat com "Saa Zoli kpani wurim Tia Kun wurim" que es pot traduir com "la il·luminació que pot destruir un arbre, no una muntanya". Naa Sulgu va seguir a Naa Saa Kpan, i el seu altre nom fou Naa Damba. Naa Sulgu era de la família suburi de Bimbilla i el regent de Naa Wobgu.
Naa Azuma també conegut com a Naa Gbuɣuma es va convertir en el Bimbilla Naa Naa després de Sulgu. Va ser durant el regnat de Naa Azuma (Naa Gbuɣuma) que van sorgir les dues branques reials de Gbuɣuma Yili i Bann Yili. D'acord amb els recitadors orals, va governar durant més de 40 anys. Aquestes branques van convindre una alternança per evitar futurs enfrontaments a la reialesa. Aquest acord va ser pres sota el jurament de l'Alcorà i presidit pel primer Imam en cap de Bimbilla, Imam Mahama Walji qui era un comerciant haussa de la moderna Nigèria.
Imam Mahama Walji va ser el que va introduir l'islam a Nanumba durant el regnat de Naa Azuma (Naa Gbuɣuma); l'imam era un home de negocis que portava bestiar a Salaga per vendre i comprar. Durant el regnat de Naa Sulgu, aquest va ordenar als seus homes matar el bestiar de l'imam quan es dirigia a la part sud de Ghana, i un segon lot de bestiar fou mort també al retornar a Bimbilla. El cap de Nakpa, Naa Azuma (Naa Gbuɣuma) es va aliar al cap de Dakpam, Naa Kpanjogu, i a Imam Walji que els el va ajudar espiritualment amb l'Alcorà per derrotar a Naa Sulgu en una guerra. Llavors se'l va convidar a quedar-se a Bimbilla i ajudar-los a governar bé el país. La família de l'imam va formar una de les branques reials i va viure a Lemam fong un suburbi de Bimbilla.
Naa Nyong aka Naa Imoro va seguir a Naa Azuma (Naa Gbuɣuma). La seva denominació va ser "Nyong din zibsi ku Zali ŋmamli" i era el fill de Naa Damba; va governar durant només un dia i va morir, però el seu funeral no es va anunciar al públic fins a 45 dies després. Per aquesta raó, la mort i l'enterrament del Bimbilla Naa es van convertir en un secret fins després de ser anunciat al públic.
Naa Bulali bila va ser el següent rei; era el germà menor de Bulali Kpema tots ells eren fills de Nakpa Naa Saboni (que era el germà menor de Naa Azuma/Naa Gbuɣuma); quan el càrrec de Naa de Bimbilla estava vacant la gent gran li va comunicar que seria el pròxim rei però de moment va agafar el títol de Juo Naa. Juo era un títol tendana (Nabang Tindana); tot i així van estar d'acord i el van empellar com Juo Naa el que marca el començament del seu govern. Després del seu empellament el Juo Naa va anar a Jakpafili i més tard va ser escortat tamborinant fins a Bimbila, va preguntar als seus avis que estava succeint a Bimbilla i se'l va informar que el seu germà menor s'havia empellat com a rei dels Nanun, i que l'empellament havia estat més greu i colorit que el seu. Els ancians van respondre que els dos empellaments podien ser iguals i per aquesta raó cada Juo Naa fou nomenat com "Juo Naa Duri gaa ni kpala puɣisiri nam".
Va ser durant el seu temps que els nanumbes van lluitar contra els aixantis, temps que es coneix com la yuuni Kanbon-Balibali. Naa Abarika va lluitar contra ells i es va convertir en el rei després de la mort de Bulabi. Naa Abarika era Dakpam Naa quan va lluitar contra els aixantis i la seva denominació era "Sankali Bang Ban balimaku lebgi salma Bang, Noloɣu di bori nuŋ valbu ka siɣa gari kobga", que significa "Una braçalet de plata decorat no pot ser un braçalet d'or, un gall té la intenció d'empassar-se un escorpí però és prudent".
Naa Shero va convertir en el següent Bimbilla Naa; era el fill de Naa Azuma (Naa Gbuɣuma) i la seva denominació fou “ŋalim din viԑli Ni laɣam kperiba, Azinfa toɣisi piԑla ku ŋmanli sanli, and wuu mana daa wura baŋdi dijesuli”, que significa "un bell vaixell obtindrà molts passatgers". Naa Nantogmah I (o Naa Peinkpa) va ser el dinouè Naa; era el fill de Naa Abarika i les seves denominacions foren "Peinkpa Virigbandi. Salma saa kuya ka ban zori wori zon-baɣi bi daalobo", que significa "Un metall perforarà i penetrarà pells, les pluges d'or arribaran i els que la temin perdran la seva riquesa".
Naa Kalo es va convertir en el següent Naa; era fill de Naa Azuma (Naa Gbuɣuma) i la seva denominació foi "Kalo din Viԑla ni Gooi Yabla" que significa "una bona palla pot atraure els peixos". Naa Dahamani que també era conegut com a Toli va ser el seu successor a la seva denominació fou “Toli din ka zibu zoo balima”, que significa "un gran morter que no pot ser portat al cap segurament rodara per terra"; era el fill de Naa Abarika i compartia la mateixa mare amb Naa Peinkpa (Naa Nantogmah I).
Naa Yakubu Savigu, la denominació del qual era "Savi Sun Ni laɣam Kuriti, Gampelisuŋ ni laɣam niriba", va patir un malentès greu abans d'esdevenir Bimbila Naa, perquè Bakpaba Naa Iddrisa volia utilitzar el seu títol per convertir-se en Bimbilla Naa, quan hi havia un titular del títol preferent de Nakpa Naa. Bakpaba Naa Iddrisa havia estat expulsat després que Naa Peinkpa (Naa Nantogmah I) va enviar contra ell al seu germà Yaa Naa Abdulia Naɣibiԑgu per lluitar contra els Bassari. Quan ja Naa Peinka havia mort, Yakubu fou convençut d'esdevenir Bimbila Naa; llavors va anar a Krachi a la regió del Volta, on es va establir; això va permetre als seus germans petits assolir Nakpa garantint el futur poder del seu germà. Quan Naa Toli va morir, Nakpa Naa Yakubu Savigu va ser proclamat rei; llavors va rebutjar ser emplellat pel Juo Naa al que va dir que si ho feia, l'atacaria. El Juo Naa va posposar l'empellament de Nakpa Naa Yakubu. Dakpam Naa Bukari regent de Naa Peinkpa va dir al Juo Naa que seguís endavant amb l'empellament i va avisar a Bakpaba Naa Iddrisa de preparar-se també. Naa Yakubu fou empellat pacíficament aquella nit sense interferència de Bakpaba Naa Iddrisa, i va tornar a Krachi on va fundar la comunitat Banda; pocs mesos després del empellament Bakpaba Naa va tornar i el va matar. Dakpam va refusar considerar a Bakpaba Naa Iddrisa com el seu pare i rei (Bimbilla Naa) i va acabar matant de Bakpaba Naa Iddrisa a l'àrea de Kpatinga, coneguda també com a Walinpaw-ni; la mort de Bakpaba Naa Iddrisa que fou misteriosa va originar les capelles de Chebto i Pinaa (santuari i coves)
Després que va matar a Bakpaba Naa Iddrisa va donar la seva oportunitat de convertir-se en Bimbila Naa al seu oncle Chamba Naa Wahu. Naa Wahu, la denominació del qual era "kundung kurili lupkaha ka kundung bihi wari waa, lamihi dapali bankaɣizali ni gurigu, Abarika dapali ban ti suɣa ni mei-ya Dakuɣu din daŋ duu ni kari wori", que significa "Una vella guineu cau malalta i els joves estan ballant, els que ho preparen estan desorganitzats, aquestes estructures de palla aixecades construiran cases i la primera fusta combustible que entra a l'habitació impedirà el fred". Va ser succeït per Naa Ziblim Kuntibsa seguit per Naa Mahami. Naa Salifu (des de 1896) se suposa que és el 25è Naa però va ser arrestat i detingut pels alemanys a Krachi durant el seu regnat; Naa Mahami qui va ser el següent darrere d'ell es va convertir en el Bimbilla Naa. Va ser succeït per Naa Haruna i aquest va ser succeït per Naa Salifu (1917) qui havia estat alliberat a Krachi pels britànics el 1915. Era el torn de Dakpam Naa Attah, però va accedir al fet que Naa Salifu pogués continuar el seu mandat. La denominació de Naa Salifu fou "Nama sagkurili, Nanu ni min vaig nam zang Zali beigni nlaɣi di". Naa Salifu va morir el 1929.
Naa Abdulai Kurugu Kpaa (Naa Kuntumasa) va accedir al poder (1930) després de Naa Salifu i va ser succeït al seu torn (1945) per Naa Nantogmah II. Va ser Nanun Gbungbalga Naa abans de convertir-se en Bimbilla Naa; va governar durant 15 anys (1945-1959). Després de la seva mort va esdevenir rei Dassana Bimbilla Naa (1959-1981). Hi va haver un malentès entre Nakpa Dassana i Bakpaba Naa Dawuni, aquest últim va afirmar que era la persona de més edat de la branca Gbuɣuma Yili i Nakpa Naa Dassana només era més antic en el títol, però es va resoldre i se'l va empellar pacíficament governant durant 22 anys, sent la seva denominació "Gbungbun turi babli dabayi babli beliya". Després de Naa Dassana, va seguir (1983) Naa Abarika qui era germà de Naa Nantogmah II i era de la mateixa mare que Naa Peinkpa i que Naa Toli tots de la branca reial de Bang Yili. Va governar durant 16 anys abans de la seva mort el 1999, la seva denominació va ser "Gbanbeigu. So yipri ho com yoɣim ", que significa "una pell forta, li molestarà i li deixarà, si algú es porten malament serà influenciat per una altra persona". Va seguir una regència de 13 anys fins a ser proclamat Andani Dasana Abdulai II, mort el 2014, iniciant la regència Yakubu Dasana Andani.

## Reis (Bimbilla Naa)
- Naa Mantambo (fill de Naa Gbewaa), vers 1400-?
- Naan Sulgme
- Naa Kumkayoɣri (fill de Mantambo)
- Naa Dogiporigu (fill Sulgme)
- Naa Badariga
- Naa Naɣi Baarigu
- Naa Saa
- Naa Koŋa
- Naa Kunbalinkulga
- Naa Nyelinbolgu (fill de Kunbalinkulga)
- Naa Wobgu (Pampamli o Mahamuda)
- Naa Saa-Kpang (Naa Damba)
- Naa Sulgu (Naa Maamami)	(fill de Wobgu)
- Naa Ggbuɣuma (Naa Azuma)
- Naa Nyong (Naa Imoro)	(fill de Naa Damba)
- Naa Bulali billa (Naa Kurugu-kpaa)	(fill de Nakpa Naa Saboni)
- Naa Abarika I (Naa Banŋ)	Son of Dakpam Naa Kpanjogu
- Naa Shero (fill de Ggbuɣuma)
- Naa Nantogmah I (Naa Peinkpa)	(fill de Naa Abarika I)
- Naa Kalo (Naa Mahama)	(fill de Ggbuɣuma)
- Naa Toli (Naa Dahamani)	(fill de Naa Abarika I)
- Naa Yakubu Savigu
- Naa Iddrisa (usurpador, Bakpaba Naa)
- Naa Wahu
- Naa Ziblim Kuntibsa
- Naa Salifu (fill de Naa Nantogmah I)	 (arrestat i empresonat pels alemanys)
- Naa Mahami
- Naa Haruna
- Naa Attah (Dakpam Naa Attah, renuncia en favor de Naa Salifu)
- Naa Salifu (segona vegada)
- Naa Abdulai I Kurugu-kpaa 1926- 1944
- Naa Nantogmah II (fill de Dakpam Naa Attah)	1944-1959
- Naa Dassana	(fill de Naa Abdulai)	1959-1981
- Naa Abarika II	(fill de Dakpam Naa Attah) 1983-1999
- Regència 1999-2012
- Naa Abdulai II Andani Dasana 2012-2014
- Regència de Yakubu Dasana Andani.